# Glasco (Kansas)
Glasco és una població dels Estats Units a l'estat de Kansas. Segons el cens del 2000 tenia 536 habitants.

## Demografia
Segons el cens del 2000, Glasco tenia 536 habitants, 238 habitatges, i 143 famílies. La densitat de població era de 646,7 habitants/km².
Dels 238 habitatges en un 15,5% hi vivien nens de menys de 18 anys, en un 52,9% hi vivien parelles casades, en un 5,9% dones solteres, i en un 39,5% no eren unitats familiars. En el 37% dels habitatges hi vivien persones soles el 21,4% de les quals corresponia a persones de 65 anys o més que vivien soles. El nombre mitjà de persones vivint en cada habitatge era de 2,08 i el nombre mitjà de persones que vivien en cada família era de 2,67.
Per edats la població es repartia de la següent manera: un 16,4% tenia menys de 18 anys, un 4,5% entre 18 i 24, un 19,4% entre 25 i 44, un 24,3% de 45 a 60 i un 35,4% 65 anys o més.
L'edat mediana era de 54 anys. Per cada 100 dones de 18 o més anys hi havia 89,8 homes.
La renda mediana per habitatge era de 26.250 $ i la renda mediana per família de 31.071 $. Els homes tenien una renda mediana de 22.422 $ mentre que les dones 20.625 $. La renda per capita de la població era de 14.875 $. Entorn de l'11,2% de les famílies i el 16,5% de la població estaven per davall del llindar de pobresa.

## Poblacions més properes
El següent diagrama mostra les poblacions més properes.